# إثيل هال
إثيل هال (بالإنجليزية: Ethel Hall)‏ هي ممثلة أمريكية، ولدت في 1898، وتوفيت في 1927.